# 清水ゆう子
清水 ゆう子（しみず ゆうこ、1988年11月22日 - ）は、日本の元女優、元グラビアアイドル。神奈川県横須賀市出身。夫は元プロ野球・広島東洋カープ投手で、引退後はライブリッツ株式会社社員の中村恭平。

## 略歴
- 2009年、『日テレジェニック2009』および『グラビアJAPAN準グランプリ』に選ばれる[3]。
- 2010年 、バンクーバーオリンピックのサポーターガールを務める。同年、東京マラソンに出場。
- 2012年7月、所属事務所をフェザーインターナショナルから株式会社YMNに移籍。
- 2017年2月1日、プロ野球・広島東洋カープの中村恭平と翌2月2日に結婚することが明らかになった[4]。2月2日、中村との婚姻届提出をブログで報告[5]、これに伴いグラビアアイドルからは卒業という形になった[要出典]。
- 2018年12月21日、中村恭平と同月13日にハワイで挙式したこと、前年秋に第1子を出産していたことを共にブログで報告[6]。
- 2021年、所属事務所の株式会社YMNを退社している。

## 人物
- 趣味は散歩、お風呂に入りながら空想すること、スポーツ観戦、フットサル、映画鑑賞。
- 特技は英語・ドイツ語・フランス語・スペイン語・中国語で「警察呼ぶぞ」と言えること、テニス、料理
- アイドルの穴のMCの有吉弘行が日テレジェニック2009の中で最もセクシーと評価している。
- 2011年1月から犬を飼い始めた。犬種はチワワ。名前はココア。
- 2015年3月、リフレクソロジー（足つぼ療法）の資格を取得している。
- その他、アロマテラピー検定1級、スポーツアロマセラピスト、メンタルアロマセラピスト、ハンドトリートメント等の資格を所持。
- 2016年12月、アスリートフードマイスター3級の資格を取得している[7]。

## 作品

### 映像作品
- Yu-co with Love（2009年4月24日、アクアハウス）
- 日テレジェニック2009 清水ゆう子（2009年9月26日、バップ）
- 清水ゆう子 with Yu（2010年3月20日、ラインコミュニケーションズ）
- 清水ゆう子 〜Traveling〜（2010年7月16日、GPミュージュアム）
- 清水ゆう子 Last summer（2010年11月25日、イーネット・フロンティア）
- 清水ゆう子 Start!（2011年7月29日、グラッソ）
- cattleya（2013年7月25日、イーネット・フロンティア）
- Sensations（2014年6月13日、GRAVISION）
- みすど mis*dol（2015年4月17日、M.B.Dメディアブランド）
- みすど mis*dol (2016年2月19日、M.B.Dメディアブランド）

## 出演

### テレビ
- アイドルの穴〜日テレジェニックを探せ!〜（2009年4月11日 - 6月29日、日本テレビ）- レギュラー
  - アイドルの穴〜日テレジェニックを探せ!〜2010 - アシスタントMC
- 日テレジェニックの穴（2009年7月18日 - 9月26日、日本テレビ） - レギュラー
- 志村屋です（2009年5月27日、フジテレビ） - 「志村診察室」ゲスト
- 中井正広のブラックバラエティ（2009年8月9日 - 9月27日、日本テレビ）
- ZERO×選挙（2009年8月29日、日本テレビ） -  「Next! Generation」に出演。
- 24時間テレビ「愛は地球を救う」第32回（2009年8月29日 - 2009年8月30日）
- 月刊サッカーアース（2009年9月27日、日本テレビ）- 準レギュラー
- 新春TOKIO生放送 ドリームチャレンジ神業人間大集合SP（2010年1月1日、日本テレビ）
- 心ゆさぶれ!先輩ROCK YOU（2010年4月 - ）
- 今夜もドル箱!!（2010年5月25日、テレビ東京） - 椿鬼奴、石川沙織と共にゲスト出演。
- 王様のブランチ（2010年7月 - 、TBSテレビ） - 王様のデザート　(不定期) レギュラー
- 情報満喫バラエティ 週末にしたい10のこと!（2011年6月24日 - 、日本テレビ） - レギュラー
- サイレント・ロワイヤル（2012年10月12日、フジテレビ）
- 匿名探偵 第8話（2012年11月30日、テレビ朝日） - 魚住千春 役
- 海外行くならこーでね〜と!（2012年12月22日・2013年1月5日、テレビ東京）
- たべコレ（2013年2月3日、テレビ東京）
- 魁!音楽番付 Eight（2013年6月12日、フジテレビ）
- 内村とザワつく夜（2013年9月5日、TBSテレビ）
- スーパードラマTV×J:COM『ゴシップガール完全攻略SP』（2014年5月）- MC
- 獣医さん、事件ですよ 第6話（2014年8月7日、読売テレビ） - セリナ 役
- ヨソで言わんとい亭〜ココだけの話が聞ける（秘）料亭〜（2016年2月25日、テレビ東京）
- 金曜日の聞きたい女たち（4月22日 - 、フジテレビ）
- 橋下×羽鳥の番組（9月26日、テレビ朝日）
- 映っちゃった映像GP（10月1日、フジテレビ） - 鶴姫 役
- NEO決戦バラエティ キングちゃん（10月24日、テレビ東京）

### CM
- フマキラー
  - 『アレルシャット』花粉SHOW篇（2013年2月 - ）
  - 『アレルシャット』エレベーター篇（2013年11月 - ）

### ラジオ
- まだまだゴチャ・まぜっ!〜集まれヤンヤン〜（MBSラジオ）
- DJ Tomoaki's Radio Show!（2010年6月3日、下北FM） - アシスタントMC。
- 高田純次・河合美智子の東京パラダイス（2011年、文化放送）
- 志村けんのFIRST STAGE〜はじめの一歩〜（2012年、JFN）

### 映画
- ほっぷすてっぷじゃんぷッ! (2009年11月14日特別上映)
- ゼブラーマン -ゼブラシティの逆襲-（2010年5月1日、東映）
- 『ゲキアツ〜真夏のエチュード〜』(2011年8月21日 - 22日特別上映)

### 舞台
- Trifle 〜reorder〜（2010年1月27日 - 1月31日、全労済ホールスペース・ゼロ)
- 舞台「コカンセツ!」再演（2011年9月21日 - 9月25日、天王洲銀河劇場)

### ネット配信
- 出川哲朗の俺をおいしくしろ!（2009年8月4日、アメーバスタジオ）
- デジモテ（2009年9月29日 - 、第2日本テレビ）

### ファッションショー
- 関西コレクション - ゲストモデル
- 札幌コレクション - ゲストモデル

### 広告モデル
- 109MITUMARUイメージモデル（レイラローズ）
- 2008supringイメージポスター（Collaboration）
- HYPER LAUNDRYイメージモデル（Collaboration）
- Renudeイメージモデル（プインプル化粧品）

### PV
- 坂詰美紗子「恋の誕生日」

### オリジナルビデオ
- ゼブラミニスカポリスの逆襲（2010年4月9日、東映ビデオ）

## 書籍

### 写真集
- Yu-co with Love（2009年、アクアハウス） ISBN 978-4860461201

### 雑誌
- 週刊プレイボーイ（集英社）
- ヤングマガジン（講談社）
- ヤングジャンプ（集英社）
- ヤングチャンピオン（秋田書店）
- ヤングアニマル（白泉社）
- ヤングアニマル嵐（白泉社）
- ヤングガンガン（スクウェア・エニックス）
- SPA!（扶桑社）
- FLASH（光文社）
- JELLY（ぶんか社）
- Fine（日之出出版）
- nuts（インフォレスト）
- S Cawaii!（主婦の友社）
- ネイルup!（ブティック社）
- バイキチ（イージーパブリッシング）
- nadesico（インフォレスト）